# أبراج الأمة
أبراج الأمة هو اسم ناطحتين سحاب بالقرب من الطرف الجنوبي للكورنيش في أبو ظبي عاصمة دولة الإمارات العربية المتحدة.

## تاريخ البناء
تم تمويل إنشاء الأبراج من قبل شركة International Capital Trading المالكة للمشروع، ونفذت أعمال المقاولات من خلال مشروع مشترك بين شركة أرابتك للإنشاءات وشركة المشاريع والإنشاءات الوطنية. بلغت قيمة العرض الأولي لمشروع البناء 435 مليون دولار (1.6 مليار درهم)، وعملت شركة كيو انترناشيونال كونسالتنتس كمستشار رئيسي ومهندس ومشرف البناء. تم اختيار المهندس المعماري للتصميم وهي شركة WZMH Architects من خلال مسابقة تصميم دولية.

## وصف المبنى
يقع المبنيين مباشرة على كورنيش أبوظبي ويتكونان من 65 و 52 طابقا. تم الانتهاء من أبراج نيشن تاورز في عام 2013 وتضم شققًا ومكاتب ومركزًا للتسوق وفندقًا (فندق سانت ريجيس أبوظبي). يوفر المجمع ما يقرب من 278709 متر من المساحة الصالحة للاستخدام. وهذا يشمل فندق 5 نجوم يضم 350 غرفة ومنتجعا صحيا ومركزا للياقة البدنية. كما أنها موطن لمتاجر البوتيكات الراقية الموجهة نحو المستهلكين المتميزين.
كلا المبنيين متصلان بجسر علوي على ارتفاع 202.5 متر والذي يربط بين الطابقين 50 و 54. كان الجسر العلوي هو الأعلى في العالم عند اكتماله.

## روابط خارجية
- موقع ويب أبراج نيشن
- Consructionweekonline.com
- Skyscrapernews.com
- Thenational.ae
- ProTenders.com